# NGC 3430
NGC 3430 is een balkspiraalstelsel in het sterrenbeeld Kleine Leeuw. Het hemelobject werd op 7 december 1785 ontdekt door de Duits-Britse astronoom William Herschel.

## Synoniemen
- UGC 5982
- MCG 6-24-26
- ZWG 184.29
- KUG 1049+332
- IRAS 10494+3312
- PGC 32614